# Fun-punk
Genres dérivés
Ska punk
Le fun-punk, ou originellement punk pathetique, est un sous-genre musical du punk rock britannique principalement actif entre 1980 et 1982, impliquant l'humour et les thèmes culturels de la classe ouvrière.

## Histoire
Le nom du genre est pour la première fois utilisé par Garry Bushell, rédacteur au magazine Sounds. Le punk pathetique est, à l'origine, une tentative de définir les groupes londoniens ayant adopté la culture Cockney et l'attitude de la classe ouvrière dickensienne. Musicalement parlant, le genre est associé (et fusionné) au sous-genre Oi!. La couverture de la compilation Oi! The Album, publiée en 1980, définit ces musiques sous les termes de « ruck 'n' rollers et punk pathetiques. » Cependant, des groupes Oi! orientés punk pathetique utilisent des paroles plus sérieuses et se centrent sur la méchanceté et la débilité. Max Splodge de Splodgenessabounds explique que « les groupes de pathetique recouvrent un autre point de vue de la Oi!. »
Certains groupes de punk pathetique sont parvenus à atteindre les classements britanniques. Les Toy Dolls sont classés quatrième en décembre 1984 avec leur chanson Nellie the Elephant. Les Splodgenessabounds atteignent la septième place en 1980 avec Simon Templar, et la 26e place avec Two Little Boys la même année. Peter and the Test Tube Babies font la couverture de Sounds en juillet 1980, et publient leur premier vinyle Oi! The Album la même année. Ils y publient des paroles et titres étranges, comme The Queen Gives Good Blow Jobs et Elvis Is Dead (He Was 42 and a Fat Cunt). 
Les Toy Dolls, originaires de Sunderland, partagent l'approche punk pathetique. Le chanteur des Toy Dolls, Michael « Olga » Algar explique à Sounds en mars 1980 : « On est un groupe new wave, mais on ne se prend pas au sérieux. Toutes nos chansons sont puériles, mais elles s'inspirent de choses vraies. Bushell explique que le punk pathetique atteint son pic de popularité en août 1980, avec la Pathetique Convention du Electric Ballroom (en). »